# Proteïne-precursor
Een proteïne-precursor, ook een pro-proteïne of pro-peptide genoemd, is een inactieve proteïne of peptide dat door een posttranslationele modificatie kan worden geactiveerd. De naam van de precursor voor zo'n proteïne wordt meestal voorafgegaan door het prefix pro-. Voorbeelden hiervan zijn pro-insuline en pro-opiomelanocortine.
Proteïne-precursors worden door een organisme gebruikt indien de proteïne op een of andere manier schadelijk kunnen zijn, maar voor de stofwisseling toch aanwezig moet zijn. Er bestaan ook enzymatische varianten, die pro-enzym of zymogeen worden genoemd. Dergelijke enzymen worden inactief gehouden totdat het enzym de plaats bereikt waar het werkzaam moet zijn.
Sommige proteïne-precursors worden door de cel gesecerneerd. Veel ervan worden met een N-terminaal signaalpeptide gesynthetiseerd, dat die secretie zeker stelt. Deze proteïne-precursors worden dan pre-pro-proteïnen genoemd. Het signaalpeptide wordt er in het endoplasmatisch reticulum af gehaald.